# Night Prayer

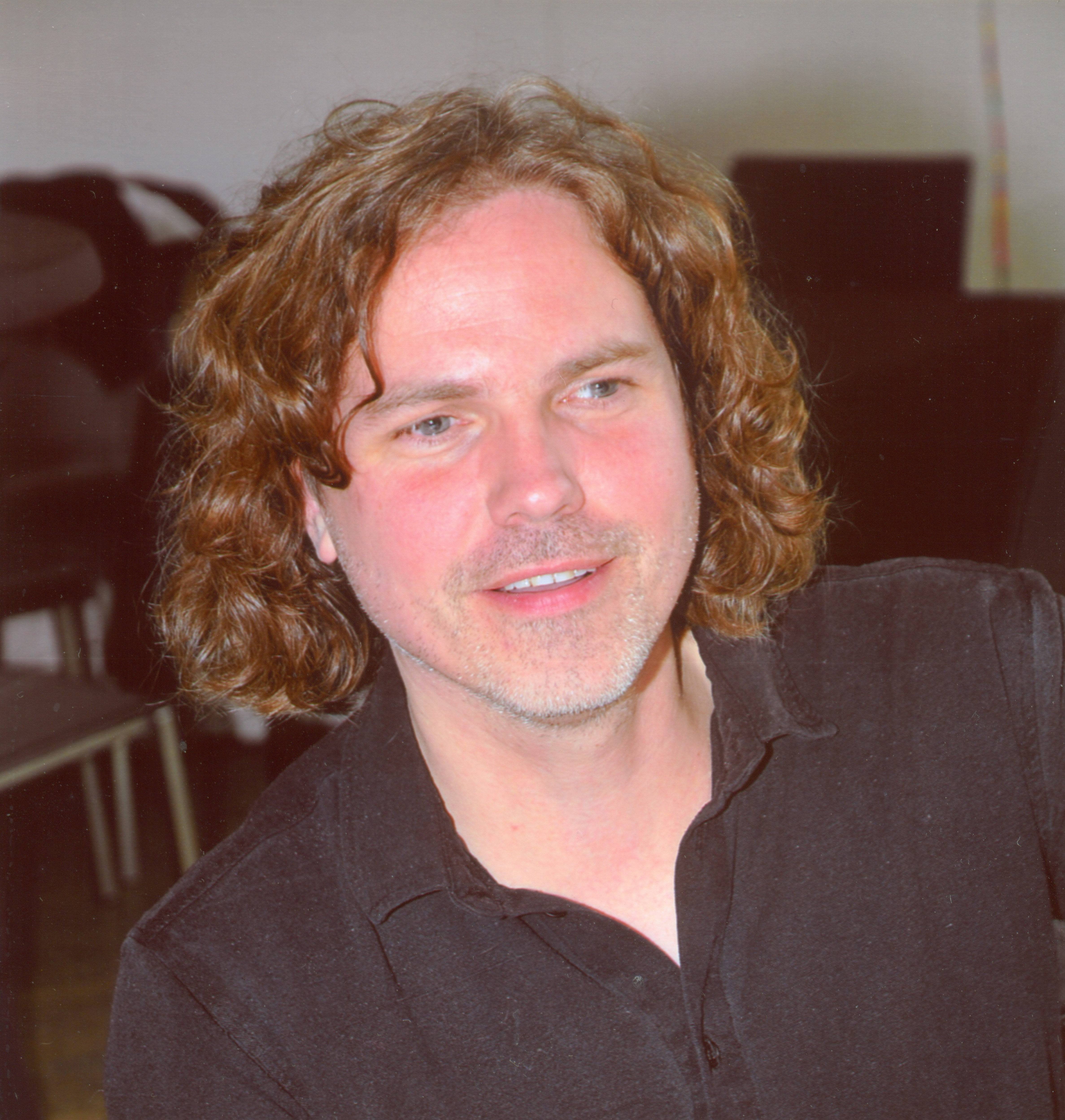
Jasper Steverlinck sep 2017

Night Prayer is het eerste echte solo-album van Jasper Steverlinck, zijn solo-debuut als songschrijver/performer. Alle nummers zijn primair volledig door hem geschreven, enkele met mede-inbreng van de Engelse producer Jake Gosling (producer van onder andere Ed Sheeran). Finaal is de plaat in eindversie geproducet door Jean Blaute. Dit album is uitgebracht op 31 maart 2018 onder het Sony Music-label.
Tracklist
1. "Broken"  04:06
2. "Open your heart"  03:39
3. "Our love got lost"  03:54
4. "Here's to love"  03:43
5. "Sad reminders"  04:54
6. "That's not how dreams are made"  03:19
7. "Someday"  03:53
8. "Need your love"  04:04
9. "Night prayer"  05:35
10. "Colour me blind"  04:04
11. "So far away from me"  03:03
12. "Fall in light"  02:47
13. "Things that I should have done"  05:46
14. "On this day" 03:17

In augustus 2018 behaalde deze plaat goud.
CD Deluxe
In juni 2018 verscheen een Luxe editie van deze plaat met op CD 2 live gezongen nummers uit het VTM-programma "Liefde voor Muziek", waaraan Jasper in dit jaar meedeed. 
Deze bonus disc bevat:
1. "My Day Will Come"  2:45
2. "One Thing I Can't Erase"  3:00
3. "Ice Queen"  3:44
4. "Turn The Tide"  3:29
5. "Killing Drangons" 2:36
6. "This house is Empty Now 4:53
7. "I Told You" 2:32

Hitnoteringen
Dit album stond vijf opeenvolgende weken op 1 in de Vlaamse Ultratop 200 voor albums en was gedurende 68 weken lang aanwezig in deze lijsten. Er verschenen van dit albums veel lovende recensies, zelfs in het buitenland, zoals ook in Nederland. 